# Scinax duartei
A Scinax duartei a kétéltűek (Amphibia) osztályának békák (Anura) rendjébe és a levelibéka-félék (Hylidae) családjába tartozó faj.

## Előfordulása
A faj Brazília endemikus faja. Természetes élőhelye a szubtrópusi magasan fekvő rétek, folyók időszaki folyók, időszaki édesvízű mocsarak, sziklás területek. A fajt élőhelyének elvesztése fenyegeti.